# Henriette Bie Lorentzen
Anna Henriette Bie Lorentzen, geboren als Anna Henriette Wegner Haagaas, (Vestre Aker (nu Oslo), 18 juli 1911 – 23 augustus 2001) was een Noors humaniste, vredesactiviste, feministe en uitgever.
Anna Henriette Wegner Haagaas behaalde in 1937 haar magistergraad in literatuurgeschiedenis aan de Universiteit van Oslo met een dissertatie over Henrik Ibsen en Friedrich Hebbel. Zij trouwde met Øyvind Bie Lorentzen.

## Humanisme en de Volkshogeschool Nansen

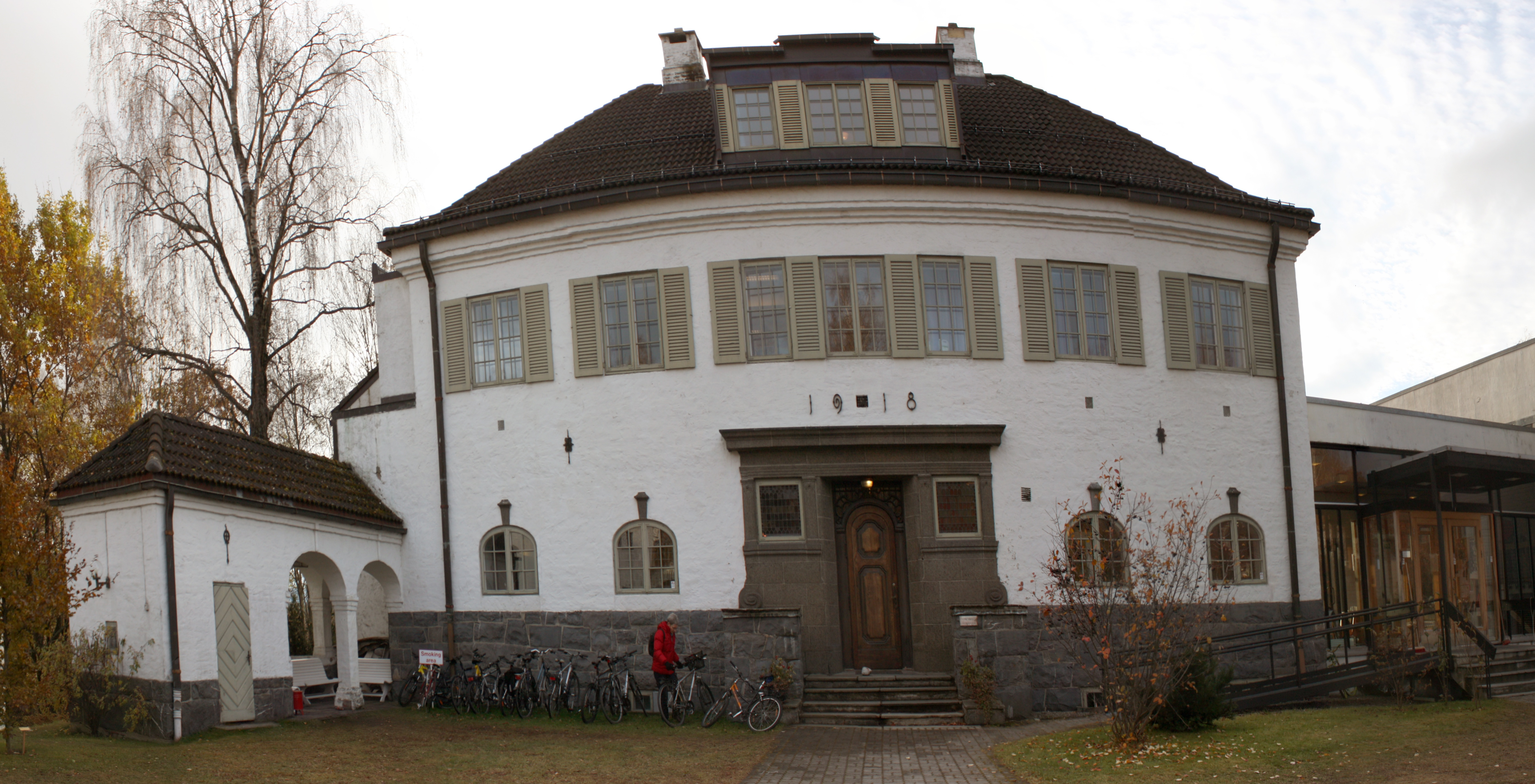
De Volkshogeschool Nansen

Bie Lorentzen was in 1937 betrokken bij de oprichting van de Volkshogeschool Nansen in Lillehammer en gaf daar college tot de school in 1940 sloot. De Volkshogeschool werd gesticht om de humanistische filosofie uit te dragen in een periode van totalitarisme aan rechter- en linkerzijde. Zij gaf vooral colleges over literatuur en vrouwenstudies, maar ook in heel Noorwegen over humanisme. Daarnaast sprak ze voor lokale vrouwenverenigingen, omdat ze het belangrijk vond dat vrouwen zich ontwikkelden.

## Tweede Wereldoorlog
In deTweede Wereldoorlog raakte ze betrokken bij de Noorse verzetsbeweging, samen met haar man en haar neef Henrik Groth. In 1943 werd ze gearresteerd en hoewel ze zwanger was, gemarteld door de Gestapo. Haar man wist te ontkomen naar Zweden. Kort daarna beviel ze van een dochter, die haar werd afgenomen. Dankzij de interventie van een Oostenrijkse militaire arts werd de baby aan haar vader en zuster gegeven en niet naar Duitsland gestuurd. Als politiek Nacht-und-Nebel-gevangene werd ze gedeporteerd naar concentratiekamp Ravensbrück, waar ze bleef tot het eind van de oorlog. Op 8 mei 1945 werd zij met ongeveer honderd andere vrouwelijke Scandinavische gevangenen bevrijd door het Zweedse Rode Kruis.

## Uitgeefster vanKvinnen og Tiden
Na de oorlog was zij van mening dat vrouwen een centrale rol moesten hebben bij de wederopbouw van het land, en richtte het vrouwenblad Kvinnen og Tiden (Vrouwen en Tijd) op, samen met Kirsten Hansteen, het eerste vrouwelijke lid van het Noorse kabinet. Het blad verscheen van 1945 tot 1955; het aantal abonnees daalde in die periode van 12.000 tot 900. Veel prominente naoorlogse vrouwen waren lid van de redactie.

## Later leven en nalatenschap
Van 1951 tot haar pensionering in 1978 werkte Bie Lorentzen als docente Noorse taal en literatuur en drama aan de Høgskolen i Oslo og Akershus in Oslo. Ze was actief binnen Amnesty International, de Noorse Vereniging voor Vrouwenrechten en de organisatie tegen kernenergie Bestemødre mot atomvåpen. Verscheidene jaren was ze voorzitter van het Noorse Ravensbrückcomité en betrokken bij het internationale Ravensbrückcomité.
In 1995 kreeg ze de St. Hallvardsmedaljen van de stad Oslo voor haar onderwijskundige werk op het gebied van vrouwen en vrede. In 2013 werd ze door de krant Verdens Gang gekozen tot een van de honderd belangrijkste vrouwen in de Noorse geschiedenis.